# Żółwiniec (województwo wielkopolskie)
Żółwiniec – dawniej wieś w Polsce, w województwie wielkopolskim, w powiecie konińskim, w gminie Wierzbinek. Przez miejscowość przebiegała trasa rurociągu naftowego „Przyjaźń”.
W latach 1975–1998 miejscowość należała administracyjnie do województwa konińskiego.
Miejscowość zniesiono z dniem 1 stycznia 2016.